# Šest nauk Náropy

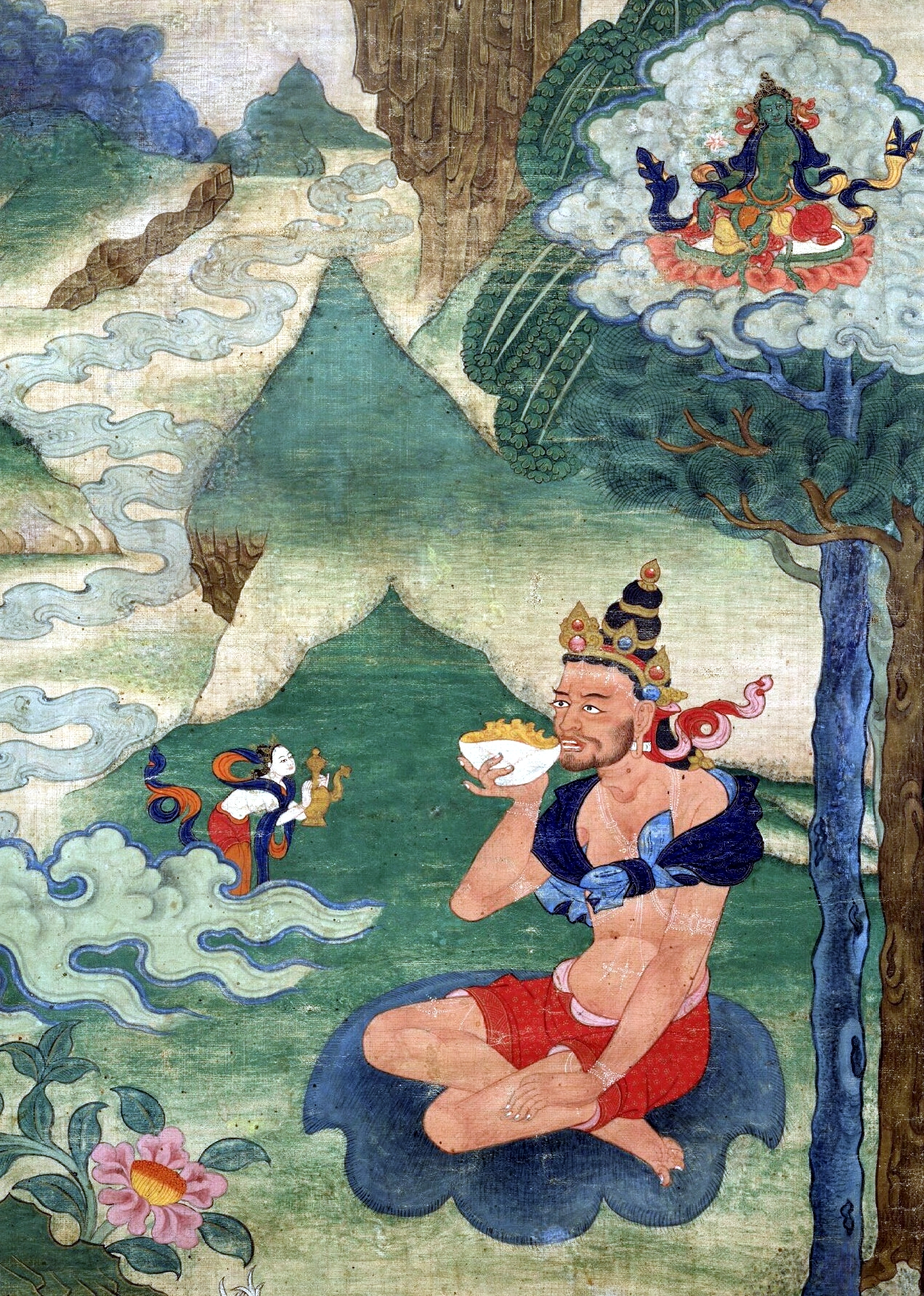
Náropa (1016 - 1100)

Šest Dharm Náropy (Tib. ནཱ་རོ་ཆོས་དྲུག་ Nāro Chödrug, wilie.na-ro'i-chos-drug), evropskou a západní kulturou chybně překládáno též Šest Náropových jóg. Jsou to metody buddhistické meditace, používané především v linii Kagjü tibetského buddhismu. Jejich cílem je realizace podstaty mysli, dosažení osvícení prostřednictvím energetického aspektu mysli. Společně s Velkou pečetí, která pracuje s vědomím mysli, představují dva hlavní pilíře nauk linie Karma Kagjü. Sestávají z následujících meditací:
- Vnitřní teplo (tib. tummo; skt. čandálí)
- Jasné světlo (tib. ösel; skt. prabhasvara)
- Sen (tib. milam; skt. svapna)
- Iluzorní tělo (tib. gjulju; skt. májadéva)
- Přechodný stav (tib. bardo)
- Přenos vědomí (tib. phowa; skt. samkranti)

## Původ
Podle tradice školy Kagjüpa Šest dharm Náropy vyučoval původně sám Siddhártha Gautama, zvaný Buddha. Avšak známé se staly až později, na počátcích školy Kagjüpy. Tradice Kagjüpa, někdy také označovaná jako linie ústního odkazu, sahá zpět k velkému indickému Mahásihovi Tilopovi, který žil v severní Indii na přelomu 10. a 11. století. Tilopa dostal čtyři zvláštní transmise a stal se tak držitelem linie těchto tradic. První ze čtyř zvláštních transmisí obdržel Tilopa od Nágardžuny. Skládá se ze dvou tanter: Sangwa düpa (skt. guhjasamádža) a Denšhi, které obsahují meditační praxe Iluzorní tělo (tib. gjulju) a Přenos vědomí (tib. phowa). Druhá zvláštní transmise pochází od Nagpopy. Obsahuje tantru Gjuma čhenmo (skt. mahámája) a meditaci Vědomé snění (tib. milam). Třetí zvláštní transmisi dostal Tilopa od Lawapy. Skládá se z tantry Demčhog a meditační praxe Jasné světlo (tib. ösel). Čtvrtou zvláštní transmisi přijal Tilopa od dákyně Kalpy Sangmo. Obsahuje tantru Gjepa dordže (skt. hévadžra) a meditační praxi Vnitřní teplo (tib. tummo). Meditace Přechodný stav (tib. bardo) v sobě zahrnuje prvky meditací Iluzorní tělo a Vědomé snění a je tedy chápána jako rozšíření těchto dvou nauk.
Tilopa těchto šest nauk předal svému žákovi Náropovi, který je systemizoval do tzv. Šesti dharm Náropy a ty dodnes tvoří jeden z hlavních pilířů tradice Kagjü. Náropa předal učení Marpovi, velkému překladateli, který se vydal z Tibetu hledat nauky do Indie. Když se Marpa vrátil do Tibetu, přinesl tyto metody s sebou, a začal je vyučovat v Tibetu.
Milaräpa, Marpův hlavní žák, se stal jedním z nejslavnějších Ngagpů Sněžné země. Díky své vytrvalosti při meditační praxi Velké pečeti a Šesti dharm Náropy dosáhl hluboké realizace. Gampopa, hlavní žák Milarepy, poté předal tato učení prvnímu karmapovi. Tímto způsobem jsou díky nepřerušené tradici karmapů tato učení předávána a praktikována až do dnešních dnů. Současným držitelem Šesti dharm Náropy je 17. karmapa.